# Reigi-Nõmme
Koordinaten: 58° 54′ N, 22° 24′ O
Reigi-Nõmme ist ein Dorf (estnisch küla) in der Landgemeinde Hiiumaa (2013 bis 2017: Landgemeinde Hiiu, davor Landgemeinde Kõrgessaare) auf der zweitgrößten estnischen Insel Hiiumaa (deutsch Dagö). Bis zur Neugründung der Landgemeinde Hiiumaa hieß der Ort „Nõmme“ und wurde umbenannt, um sich von Nõmme zu unterscheiden, da beide nun in derselben Landgemeinde liegen.

## Beschreibung
Reigi-Nõmme hat zwei Einwohner (Stand 31. Dezember 2011).
Der Ort liegt in einem Waldgebiet nahe der Ostseestrände.